# Atractylis
Atractylis là một chi thực vật có hoa trong họ Cúc (Asteraceae).

## Loài
Chi Atractylis gồm các loài: